# Земдега, Карлис
Ка́рлис Зе́мдега (латыш. Kārlis Zemdega; 7 апреля 1894 — 9 ноября 1963) — латвийский скульптор. Заслуженный деятель искусств Латвийской ССР (1947).

## Биография
Карлис Земдега (до 1935 года Карлис Бауманис) родился 7 апреля 1894 года в Циравской волости Газенпотского уезда Курляндской губернии в крестьянской семье Яниса и Анны Бауманисов.
Учился на факультете филологии и философии Латвийского университета (1921—1924). Окончил Латвийскую академию художеств (мастерская К. Рончевского, 1927), посещал занятия в мастерской скульптора Б. Дзениса (1927—1928). Работал учителем (1926—1940), был руководителем мастерской в Латвийской академии художеств (1940—1941), педагогом кафедры скульптуры в Государственной академии художеств Латвийской ССР (1947—1962).
Был членом общества художников «Садарбс» (1929—1934), Союза художников Латвийской ССР (1945). Награждён премией Латвийского фонда культуры (1939) и советским орденом «Знак Почёта» (1956). Заслуженный деятель искусств Латвийской ССР (1947).
Учениками Карлиса Земдеги были латвийские скульпторы Л. Блумбергс, Л. Давыдова-Медене, А. Думпе, А. Гулбис, В. Микане и В. Зейле.
Дочь — актриса Мара Земдега.
Умер 9 ноября 1963 года в Риге. Похоронен на Кладбище Райниса.

## Основные работы
Наиболее известные работы в области монументальной скульптуры: памятник погибшим в Первой мировой войне и в борьбе за независимость Латвии в Виляке, скульптурные композиции в Рауне, Джуксте, Руйиене, на тукумсском Лесном кладбище; монументально-декоративные работы: барельефы и скульптурные группы на фасаде дома на ул. Валерияс Сейлес, 12, в терветском санатории Красного Креста и рижском Дворце правосудия; в мемориальной скульптуре: ряд надгробных памятников на Лесном кладбище, Кладбище Райниса (1958, Э. Залите), Большом кладбище в Риге и на кладбище в Плескодале.
Скульптура «Купальщица» 1933 года находится в постоянной экспозиции Латвийского Национального художественного музея.
Особое место в творческом наследии скульптора занимают его работы, посвящённые памяти Райниса: надгробный памятник поэта, памятник на Эспланаде (воплощение в камне — скульпторы Л. Блауманис и А. Гулбис), бюст в парке города Елгава и портрет Райниса в театре Дайлес.
- Монумент борцам за независимость «Коклетайс[2]. Солнцу Латвии» в Талси по эскизу 1938 года
- Надгробный памятник Райнису
- Памятник Райнису на Эспланаде

## Награды и звания
- орден «Знак Почёта» (1956)
- Заслуженный деятель искусств Латвийской ССР (1947)
- премия Латвийского фонда культуры (1939)